# Капітан-командор
Капіта́н-командо́р (рос. капитан-коммандор, норв. kommandørkaptein; також капіта́н бригади́рського ра́нгу з 1764 по 1798 рр.) — чин у 1707–1732 і в 1751–1827 рр. на російському військовому флоті.
Введений у 1707 році в Табелі про ранги, належав до V класу, при цьому вважався нижчим за контр-адмірала, але вищим за капітана корабля (з 1713 вищим за капітана першого рангу). В армії капітанові-командорові відповідало звання бригадира, а також статського радника в цивільних (статських) чинах.
Звернення — «Ваше високородіє».
В обов'язки капітана-командора входило командування невеликими загонами кораблів, а також тимчасове заміщення контр-адмірала. В період з 1732 по 1751 чин було скасовано і його функції виконував старший з капітанів кораблів.
Чин капітана-командора було відновлено в 1751 році, а з 1764 до 1798 за одними джерелами замінено на чин «капітан бригадирського рангу», а за іншими роздільний на два ранги — «капітан генерал-майорського рангу» і «капітан бригадирського рангу», що належав до IV і V класів відповідно. За цими даними, коли поділ на ранги в 1798 році було скасовано, чин капітана-командора став належати до IV класу, рівного генерал-майору сухопутних військ і дійсного статського радника цивільної служби. При цьому капітан-командор вважався нижчим за контр-адмірала, що належав до того ж класу.
Звання капітана-командора було остаточно скасовано в 1827 році, а капітанам першого рангу стали надавати відразу звання контр-адмірала.
Протягом 2006–2008 Верховна Рада України здійснювала кілька спроб введення військового звання капітан-командор у Збройних силах України.